# Tour de France de 2014
A 101.ª edição do Tour de France foi disputada entre 5 e 27 de julho de 2014.
Esta edição começou em Leeds, West Yorkshire (Reino Unido), onde se realizaram três etapas, e antes de retornar para a França contou com um pódio em Londres. A partir da 4.ª etapa o Tour se transladou a França e passa países vizinhos como Bélgica e Espanha. A corrida  não conta com prólogo, terá seis etapas de montanha (cinco finais em alto), uma etapa com pavé (a 5.ª) e um contrarrelógio no penúltimo dia de 54 km que definirá a concorrência.
As mulheres participaram no último dia do Tour de France 2014, numa corrida chamada La course by le Tour de France. As corredoras terminaram nos Champs Elysees algumas horas antes de os corredores masculinos chegarem. A corrida fez parte do calendário da União Ciclista Internacional (UCI) de 2014 das mulheres da elite.

## Equipas participantes
Todos as 18 equipas da categoria Proteam da UCI têm o direito, e estão obrigados, a participar na corrida. Quatro equipas UCI Professional Continental foram também convidadas.
| Ag2r-La Mondiale BMC Racing Team Cofidis† Giant-Shimano Lotto-Belisol Orica-GreenEDGE Team NetApp-Endura† Trek Factory Racing |  | Astana Bretagne-Sèche † FDJ.fr IAM Cycling † Movistar Team Team Europcar Team Sky |  | Belkin Pro Cycling Garmin-Sharp Lampre-Merida Omega Pharma-Quick Step Team Katusha Team Saxo Bank |

†: Equipas Pro-Continental convidados

## Rota e etapas
As primeiras três etapas foram anunciadas em 17 de janeiro de 2013 por Welcome to Yorkshire.
| Etapa | Data     | Percurso                                     | Distância       | Tipo            | Tipo            | Vencedor             | Líder geral     |
| ----- | -------- | -------------------------------------------- | --------------- | --------------- | --------------- | -------------------- | --------------- |
| 1     | 5 Julho  | Leeds – Harrogate                            | 191 km          |                 | Plano           | Marcel Kittel        | Marcel Kittel   |
| 2     | 6 Julho  | York – Sheffield                             | 198 km          |                 | Hill stage      | Vincenzo Nibali      | Vincenzo Nibali |
| 3     | 7 Julho  | Cambridge – London                           | 159 km          |                 | Plano           | Marcel Kittel        | Vincenzo Nibali |
| 4     | 8 Julho  | Le Touquet-Paris-Plage – Lille               | 164 km          |                 | Intermediário   | Marcel Kittel        | Vincenzo Nibali |
| 5     | 9 Julho  | Ypres – Arenberg Porte du Hainaut            | 156 km          |                 | Plano           | Lars Boom            | Vincenzo Nibali |
| 6     | 10 Julho | Arras – Reims                                | 194 km          |                 | Plano           | André Greipel        | Vincenzo Nibali |
| 7     | 11 Julho | Épernay – Nancy                              | 233 km          |                 | Plano           | Matteo Trentin       | Vincenzo Nibali |
| 8     | 12 Julho | Tomblaine – Gérardmer La Mauselaine          | 161 km          |                 | Intermediário   | Blel Kadri           | Vincenzo Nibali |
| 9     | 13 Julho | Gérardmer – Mulhouse                         | 166 km          |                 | Intermediário   | Tony Martin          | Tony Gallopin   |
| 10    | 14 Julho | Mulhouse – La Planche des Belles Filles      | 161 km          |                 | Montanha        | Vincenzo Nibali      | Vincenzo Nibali |
|       | 15 Julho | Dia de descanso                              | Dia de descanso | Dia de descanso | Dia de descanso | Dia de descanso      | Dia de descanso |
| 11    | 16 Julho | Besançon – Oyonnax                           | 186 km          |                 | Intermediário   | Tony Gallopin        | Vincenzo Nibali |
| 12    | 17 Julho | Bourg-en-Bresse – Saint-Étienne              | 183 km          |                 | Plano           | Alexander Kristoff   | Vincenzo Nibali |
| 13    | 18 Julho | Saint-Étienne – Chamrousse                   | 200 km          |                 | Montanha        | Vincenzo Nibali      | Vincenzo Nibali |
| 14    | 19 Julho | Grenoble – Risoul                            | 177 km          |                 | Montanha        | Rafal Majka          | Vincenzo Nibali |
| 15    | 20 Julho | Tallard – Nîmes                              | 222 km          |                 | Plano           | Alexander Kristoff   | Vincenzo Nibali |
|       | 21 Julho | Dia de descanso                              | Dia de descanso | Dia de descanso | Dia de descanso | Dia de descanso      | Dia de descanso |
| 16    | 22 Julho | Carcassonne – Bagnères-de-Luchon             | 237 km          |                 | Montanha        | Michael Rogers       | Vincenzo Nibali |
| 17    | 23 Julho | Saint-Gaudens – Saint-Lary-Soulan Pla d’Adet | 125 km          |                 | Montanha        | Rafal Majka          | Vincenzo Nibali |
| 18    | 24 Julho | Pau – Hautacam                               | 145 km          |                 | Montanha        | Vincenzo Nibali      | Vincenzo Nibali |
| 19    | 25 Julho | Maubourguet Pays du Val d’Adour – Bergerac   | 208 km          |                 | Plano           | Ramūnas Navardauskas | Vincenzo Nibali |
| 20    | 26 Julho | Bergerac – Périgueux                         | 54 km           |                 | CR individual   | Tony Martin          | Vincenzo Nibali |
| 21    | 27 Julho | Évry – Paris                                 | 136 km          |                 | Plano           | Marcel Kittel        | Vincenzo Nibali |

## Evolução das classificações

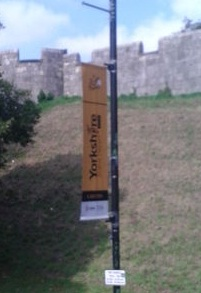
Painel em York para o Grand Depart

| Etapa (Vencedor)                  | Classificação geral Maillot jaune | Classificação por pontos Maillot vert | Classificação de montanha Maillot à pois rouges | Classificação dos jovens Maillot blanc | Classificação por equipas Classement par équipe | Prémio de combatividade Prix de combativité |
| --------------------------------- | --------------------------------- | ------------------------------------- | ----------------------------------------------- | -------------------------------------- | ----------------------------------------------- | ------------------------------------------- |
| 1.ª etapa (Marcel Kittel)         | Marcel Kittel                     | Marcel Kittel                         | Jens Voigt                                      | Peter Sagan                            | Team Sky                                        | Jens Voigt                                  |
| 2.ª etapa (Vincenzo Nibali)       | Vincenzo Nibali                   | Peter Sagan                           | Cyril Lemoine                                   | Peter Sagan                            | Team Sky                                        | Biel Kadri                                  |
| 3.ª etapa (Marcel Kittel)         | Vincenzo Nibali                   | Peter Sagan                           | Cyril Lemoine                                   | Peter Sagan                            | Team Sky                                        | Jan Barta                                   |
| 4.ª etapa (Marcel Kittel)         | Vincenzo Nibali                   | Peter Sagan                           | Cyril Lemoine                                   | Peter Sagan                            | Team Sky                                        | Thomas Voeckler                             |
| 5.ª etapa (Lars Boom)             | Vincenzo Nibali                   | Peter Sagan                           | Cyril Lemoine                                   | Peter Sagan                            | Astana Pro Team                                 | Lieuwe Westra                               |
| 6.ª etapa (André Greipel)         | Vincenzo Nibali                   | Peter Sagan                           | Cyril Lemoine                                   | Peter Sagan                            | Astana Pro Team                                 | Luis Ángel Maté                             |
| 7.ª etapa (Matteo Trentin)        | Vincenzo Nibali                   | Peter Sagan                           | Cyril Lemoine                                   | Peter Sagan                            | Astana Pro Team                                 | Martin Elmiger                              |
| 8.ª etapa (Biel Kadri)            | Vincenzo Nibali                   | Peter Sagan                           | Biel Kadri                                      | Michal Kwiatkowski                     | Astana Pro Team                                 | Biel Kadri                                  |
| 9.ª etapa (Tony Martin)           | Tony Gallopin                     | Peter Sagan                           | Tony Martin                                     | Michal Kwiatkowski                     | Astana Pro Team                                 | Tony Martin                                 |
| 10.ª etapa (Vincenzo Nibali)      | Vincenzo Nibali                   | Peter Sagan                           | Joaquim Rodríguez                               | Romain Bardet                          | Ag2r-La Mondiale                                | Tony Martin                                 |
| 11.ª etapa (Tony Gallopin)        | Vincenzo Nibali                   | Peter Sagan                           | Joaquim Rodríguez                               | Romain Bardet                          | Ag2r-La Mondiale                                | Nicolas Roche                               |
| 12.ª etapa (Alexander Kristoff)   | Vincenzo Nibali                   | Peter Sagan                           | Joaquim Rodríguez                               | Romain Bardet                          | Ag2r-La Mondiale                                | Simon Clarke                                |
| 13.ª etapa (Vincenzo Nibali       | Vincenzo Nibali                   | Peter Sagan                           | Vincenzo Nibali                                 | Romain Bardet                          | Ag2r-La Mondiale                                | Alessandro De Marchi                        |
| 14.ª etapa (Rafal Majka)          | Vincenzo Nibali                   | Peter Sagan                           | Joaquim Rodríguez                               | Romain Bardet                          | Ag2r-La Mondiale                                | Alessandro De Marchi                        |
| 15.ª etapa (Alexander Kristoff)   | Vincenzo Nibali                   | Peter Sagan                           | Joaquim Rodríguez                               | Romain Bardet                          | Ag2r-La Mondiale                                | Martin Elmiger                              |
| 16.ª etapa (Michael Rogers)       | Vincenzo Nibali                   | Peter Sagan                           | Rafal Majka                                     | Thibaut Pinot                          | Ag2r-La Mondiale                                | Cyril Gautier                               |
| 17.ª etapa (Rafal Majka)          | Vincenzo Nibali                   | Peter Sagan                           | Rafal Majka                                     | Thibaut Pinot                          | Ag2r-La Mondiale                                | Romain Bardet                               |
| 18.ª etapa (Vincenzo Nibali)      | Vincenzo Nibali                   | Peter Sagan                           | Rafal Majka                                     | Thibaut Pinot                          | Ag2r-La Mondiale                                | Mikel Nieve                                 |
| 19.ª etapa (Ramunas Navardauskas) | Vincenzo Nibali                   | Peter Sagan                           | Rafal Majka                                     | Thibaut Pinot                          | Ag2r-La Mondiale                                | Tom Slagter                                 |
| 20.ª etapa CRI (Tony Martin)      | Vincenzo Nibali                   | Peter Sagan                           | Rafal Majka                                     | Thibaut Pinot                          | Ag2r-La Mondiale                                | não se entregou                             |
| 21.ª etapa (Marcel Kittel)        | Vincenzo Nibali                   | Peter Sagan                           | Rafal Majka                                     | Thibaut Pinot                          | Ag2r-La Mondiale                                | não se entregou                             |
| Final                             | Vincenzo Nibali                   | Peter Sagan                           | Rafal Majka                                     | Thibaut Pinot                          | Ag2r-La Mondiale                                | Alessandro De Marchi                        |

Etapa Um

## Classificações Finais

### Classificação Geral
|    | Ciclista                     | Equipa              | Tempo       |
| -- | ---------------------------- | ------------------- | ----------- |
| 1  | Vincenzo Nibali (ITA)        | Astana              | 89h 59' 06" |
| 2  | Jean-Christophe Péraud (FRA) | Ag2r-La Mondiale    | + 7' 39"    |
| 3  | Thibaut Pinot (FRA)          | FDJ.fr              | + 8' 15"    |
| 4  | Alejandro Valverde (ESP)     | Movistar Team       | + 9' 40"    |
| 5  | Tejay van Garderen (USA)     | BMC Racing Team     | + 11' 24"   |
| 6  | Romain Bardet (FRA)          | Ag2r-La Mondiale    | + 11' 26"   |
| 7  | Leopold König (CZE)          | Team NetApp-Endura  | + 14' 32"   |
| 8  | Haimar Zubeldia (ESP)        | Trek Factory Racing | + 17' 57"   |
| 9  | Laurens ten Dam (NED)        | Belkin Pro Cycling  | + 18' 12"   |
| 10 | Bauke Mollema (NED)          | Belkin Pro Cycling  | + 21' 15"   |

### Classificação dos Pontos
|    | Ciclista                   | Equipa                  | Pontos |
| -- | -------------------------- | ----------------------- | ------ |
| 1  | Peter Sagan (SVK)          | Garmin-Sharp            | 431    |
| 2  | Alexander Kristoff (NOR)   | Team Katusha            | 282    |
| 3  | Bryan Coquard (FRA)        | Team Europcar           | 271    |
| 4  | Marcel Kittel (GER)        | Giant-Shimano           | 222    |
| 5  | Mark Renshaw (AUS)         | Omega Pharma-Quick Step | 211    |
| 6  | Vincenzo Nibali (ITA)      | Astana                  | 182    |
| 7  | André Greipel (GER)        | Lotto-Belisol           | 169    |
| 8  | Ramūnas Navardauskas (LTU) | Garmin-Sharp            | 157    |
| 9  | Greg Van Avermaet (BEL)    | BMC Racing Team         | 153    |
| 10 | Samuel Dumoulin (FRA)      | Ag2r-La Mondiale        | 117    |

### Classificação da Montanha
|    | Ciclista                     | Equipa           | Pontos |
| -- | ---------------------------- | ---------------- | ------ |
| 1  | Rafał Majka (POL)            | Team Saxo Bank   | 181    |
| 2  | Vincenzo Nibali (ITA)        | Astana           | 168    |
| 3  | Joaquim Rodríguez (ESP)      | Team Katusha     | 112    |
| 4  | Thibaut Pinot (FRA)          | FDJ.fr           | 89     |
| 5  | Jean-Christophe Péraud (FRA) | Ag2r-La Mondiale | 85     |
| 6  | Alessandro De Marchi (ITA)   | Garmin-Sharp     | 78     |
| 7  | Thomas Voeckler (FRA)        | Team Europcar    | 61     |
| 8  | Giovanni Visconti (ITA)      | Movistar Team    | 54     |
| 9  | Alejandro Valverde (ESP)     | Movistar Team    | 48     |
| 10 | Tejay van Garderen (USA)     | BMC Racing Team  | 48     |

### Classificação da Juventude
|    | Ciclista                 | Equipa                  | Tempo        |
| -- | ------------------------ | ----------------------- | ------------ |
| 1  | Thibaut Pinot (FRA)      | FDJ.fr                  | 90h 07' 21"  |
| 2  | Romain Bardet (FRA)      | Ag2r-La Mondiale        | + 3' 11"     |
| 3  | Michał Kwiatkowski (POL) | Omega Pharma-Quick Step | + 1h 13' 40" |
| 4  | Tom Dumoulin (NED)       | Giant-Shimano           | + 1h 39' 45" |
| 5  | Jon Izagirre (ESP)       | Movistar Team           | + 1h 52' 35" |
| 6  | Rafał Majka (POL)        | Team Saxo Bank          | + 2h 09' 38" |
| 7  | Rudy Molard (FRA)        | Cofidis                 | + 2h 26' 07" |
| 8  | Ben King (USA)           | Garmin-Sharp            | + 2h 33' 44" |
| 9  | Tom-Jelte Slagter (NED)  | Garmin-Sharp            | + 2h 41' 05" |
| 10 | Peter Sagan (SVK)        | Garmin-Sharp            | + 2h 44' 37" |

### Classificação Colectiva
| Pos. | Equipa              | Tempo        |
| ---- | ------------------- | ------------ |
| 1    | Ag2r-La Mondiale    | 270h 27' 02  |
| 2    | Belkin Pro Cycling  | + 34' 46     |
| 3    | Movistar Team       | + 1h 06' 10  |
| 4    | BMC Racing Team     | + 1h 07' 51  |
| 5    | Team Europcar       | + 1h 34' 57  |
| 6    | Astana              | + 1h 36' 27  |
| 7    | Team Sky            | + 1h 40' 36  |
| 8    | Trek Factory Racing | + 2h 06' 00  |
| 9    | FDJ.fr              | + 2h 30' 37  |
| 10   | Lampre-Merida       | + 2h 32' 46' |

## Retransmissões televisivas
Na América do Sul
A retransmissão da corrida para América do Sul estará a cargo da cadeia ESPN, em directo através de seu sinal ESPN +, ESPN 3, ESPN HD e resumos diários através ESPN Latinoamérica.
Na Europa
Em Portugal
A retransmissão em Portugal dá em RTP1, RTP2 e por Eurosport.
Em Espanha
A retransmissão em Espanha dá em Teledeporte e por Televisión Española e por ETB 1 no País Basco e Navarra.